# Alcyonidium albescens
Alcyonidium albescens är en mossdjursart som beskrevs av Winston och Kenneth Hedley Lewis Key 1999. Alcyonidium albescens ingår i släktet Alcyonidium och familjen Alcyonidiidae. Inga underarter finns listade i Catalogue of Life.